# Tableta
Tabléta je trdna enoodmerna peroralna farmacevtska oblika značilne oblike (navadno okrogla, z ravno ali izbočeno površino), z razdelilno zarezo ali brez nje. V tableto  se vgradijo učinkovine in pomožne snovi ter stisnejo v značilno obliko. Večina tablet je kroglastih, diskastih ali podolgovatih. Zaužijemo jih peroralno (skozi usta). Nekatere zaužijemo cele, druge prej prežvečimo (žvečljive tablete), raztopimo ali dispergiramo v vodi (disperzibilne tablete), nekatere pa zadržimo v ustih toliko časa, da se zdravilna učinkovina sprosti (orodisperzibilne tablete).
Tablete stiskajo s pomočjo naprav, ki se imenujejo tabletirke. Med procesom stiskanja tablet je pomembno, da so vse sestavine suhe, praškaste ter vsi delci enakomerne velikosti. Različno veliki delci se namreč zaradi vibracij med postopkom ločujejo, kar povzroči neenakomerno sestavo tablet. Prisotna vlaga povzroča sprijemanje prahov in lepljenje na tabletirko. Tabletirke so dveh vrst: tabletirke na udarec in rotirke. Prve izdelajo le eno tableto naenkrat, so cenejše in manj zmogljive. Rotirke izdelajo več tablet hkrati in se uporabljajo zlasti v industriji.
Le redke substance moremo stisniti v tablete kot čiste substance. Običajno je treba dodati pomožne snovi, ki se imenujejo veziva in olajšajo sprijetje delcev v tableti. Pogosto uporabljena veziva so glukoza, saharoza, škrob in mikrokristalinična celuloza. Mestoma je treba dodati tudi razgrajevala. To so pomožne snovi, ki omogočijo, da se tableta potem, ko jo pogoltnemo razgradi in se tako učinkovina lahko sprosti. Škrob se lahko uporablja tudi kot razgrajevalo. Pogosto dodajo tudi maziva; ta vrsta pomožnih snovi prepreči lepenje tablet na pečate tabletirke. V te namene se često uporabljata stearinska kislina in magnezijev stearat.
Dandanes pogosto tablete obložijo. Obloge lahko le obarvajo tablete ali jim dajo lesk. Nekatere obloge imajo bolj specifične funkcije. Omogočajo lahko gastrorezistentnost; tako tableta ne razpade v kislem želodčnem soku, marveč šele v črevesju, kjer je okolje bolj bazično. Takšne obloge se uporabljajo za učinkovine, ki v kislem okolju želodca niso obstojne. 

## Vrste tablet
- neobložene tablete
- obložene tablete
  - filmsko obložene
  - dražeji
- tablete s prirejenim sproščanjem
  - gastrorezistentne
  - z zapoznelim sproščanjem
  - s podaljšanim sproščanjem
  - z nadzorovanim sproščanjem

## Drobljenje in deljenje tablet
S pomočjo drobljenja lahko tableto pretvorimo v prašek, v katerem je zdravilna učinkovina enakomerno porazdeljena, deljenje pa pomeni prilagajanje odmerka na manjše delce po razdelilni zarezi. Drobljenja in deljenja tablet se poslužujemo zlasti zaradi prilagajanja odmerka ali olajšanja požiranja. Nekaterih tablet ne smemo deliti ali drobiti, zlasti ne tablet s prirejenim sproščanjem in želodčnoodpornih (gastrorezistentnih) tablet. Tablete s prirejenim sproščanjem v prebavilih postopoma in nadzorovano sproščajo učinkovino in delujejo dolgotrajneje. Ob drobljenju oziroma deljenju bi se hitro in naenkrat sprostila večja količina učinkovine in lahko bi se pojavili neželenih ali celo toksični učinki ali pa bi za določeno časovno obdobje terapevtski učinek izostal. Obloga gastrorezistentnih tablet učinkovino ščiti pred kislim okoljem v želodcu ali želodčno sluznico pred učinkovino. Učinkovina se iz gastrorezistentne tablete sprosti šele v tankem črevesu. Po drobljenju ali deljenju take tablete bi se učinkovina sprostila že v želodcu, kjer bi jo kisel želodčni sok razgradil in zdravilo ne bi bilo učinkovito oziroma bi lahko učinkovina škodljivo vplivala na želodčno sluznico.

## Prednosti in slabosti
Tablete so najbolj razširjena oblika zdravil in omogočajo priročen, varen in naraven način jemanja zdravila. Tudi industrijski postopek izdelave omogoča dober nadzor, hkrati pa je zelo robusten. Glavna pomanjkljivost klasičnih tablet je slaba biološka razpoložljivost v vodi slabo topnih učinkovin ter učinkovin, ki slabo prehajajo prebavno cev ali v njej niso obstojne. Določene učinkovine lahko dražijo sluznico prebavil.